# 一宮市立尾西図書館
一宮市立尾西図書館（いちのみやしりつびさいとしょかん）は、愛知県一宮市東五城にある公共図書館。1981年に尾西市の尾西市立図書館として開館し、2005年の合併を機に現在の名称に改称した。4館ある一宮市立図書館のひとつである。道路を挟んで東側には一宮市尾西市民会館があり、100m東には一宮市役所尾西庁舎がある。

## 年表
- 1956年（昭和31年） : 尾西市立図書館が開館。
- 1962年（昭和37年） : 旧尾西文化会館3階に移転。
- 1971年（昭和46年） : 旧尾西文化会館1階に移転。
- 1981年（昭和56年） : 東五城字大平裏の現行館に移転。
- 2005年（平成17年） : 尾西市の一宮市への編入合併に伴って一宮市立尾西図書館に改称。

## 歴史

### 1981年以前

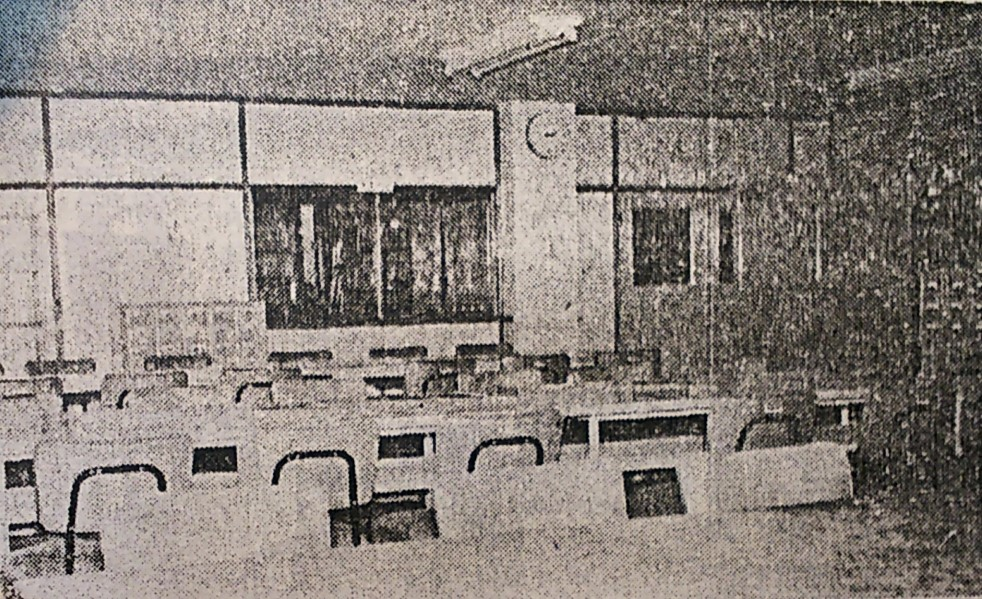
1962年12月に尾西文化会館に移転した尾西市立図書館

1955年（昭和30年）1月1日に愛知県中島郡起町と中島郡朝日村が合併して尾西市が誕生し、尾西市は同年4月1日に中島郡今伊勢村開明地区を編入した。1956年（昭和31年）4月には旧起町役場の一角に尾西市立図書館が開館し、一般貸出を開始した。
1958年（昭和33年）に尾西市役所新庁舎が完成し、1962年（昭和37年）12月には旧庁舎跡地に尾西文化会館が竣工。図書館は尾西文化会館の3階の一角に移転した。尾西文化会館は愛知県と尾西市の施設を併せ持った、当時としては全国的に見て珍しい施設だった。
1971年（昭和46年）4月21日には1階の旧展示室に移転し、延床面積は約3倍となった。座席数は36席から102席に増えた。本格的な館外貸出を開始したのはこの時である。開館時間は「9時-17時」、休館日は火曜・祝日・年末年始だった。

### 現行館時代(1981-)

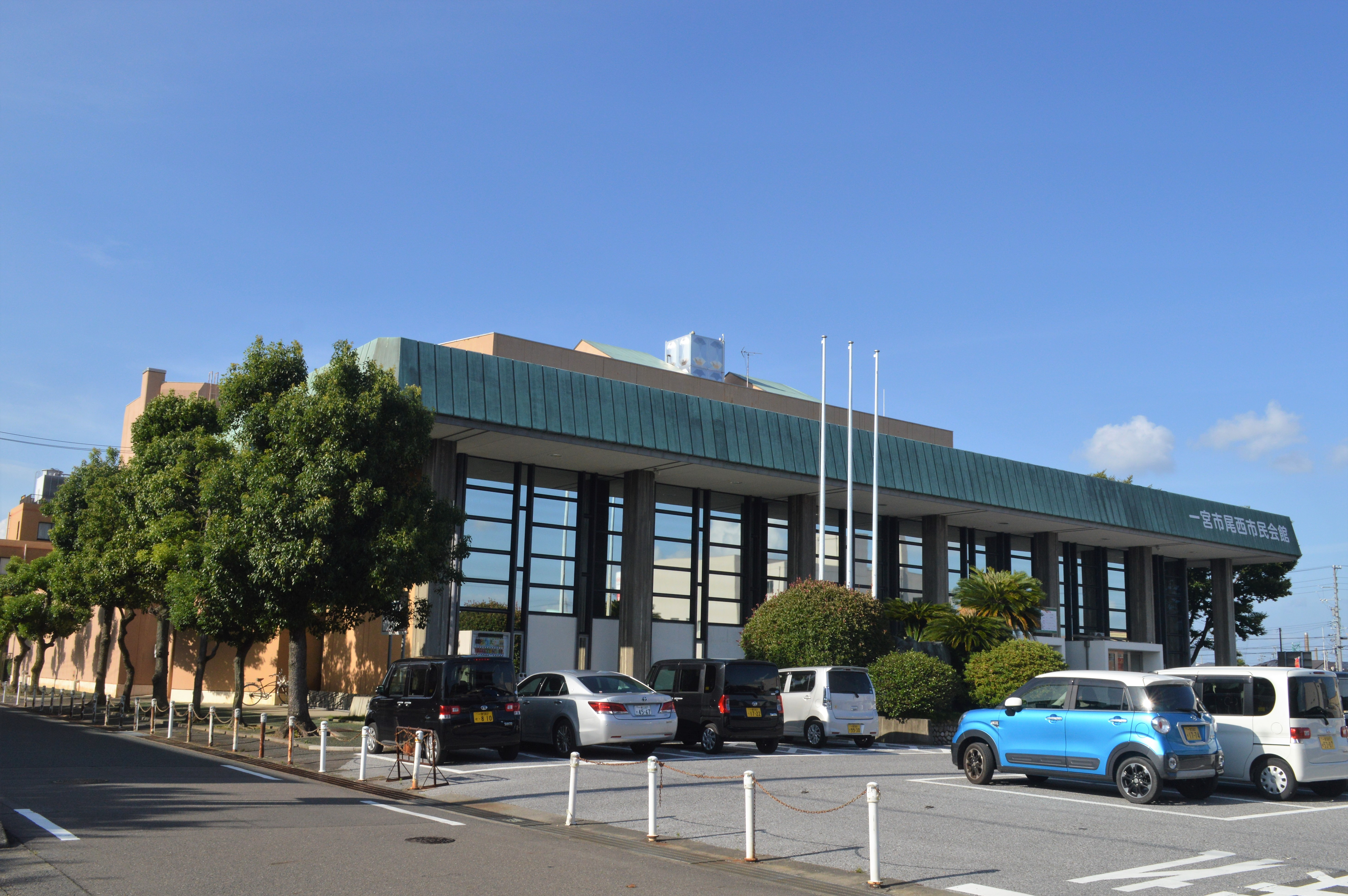
隣接する尾西市民会館

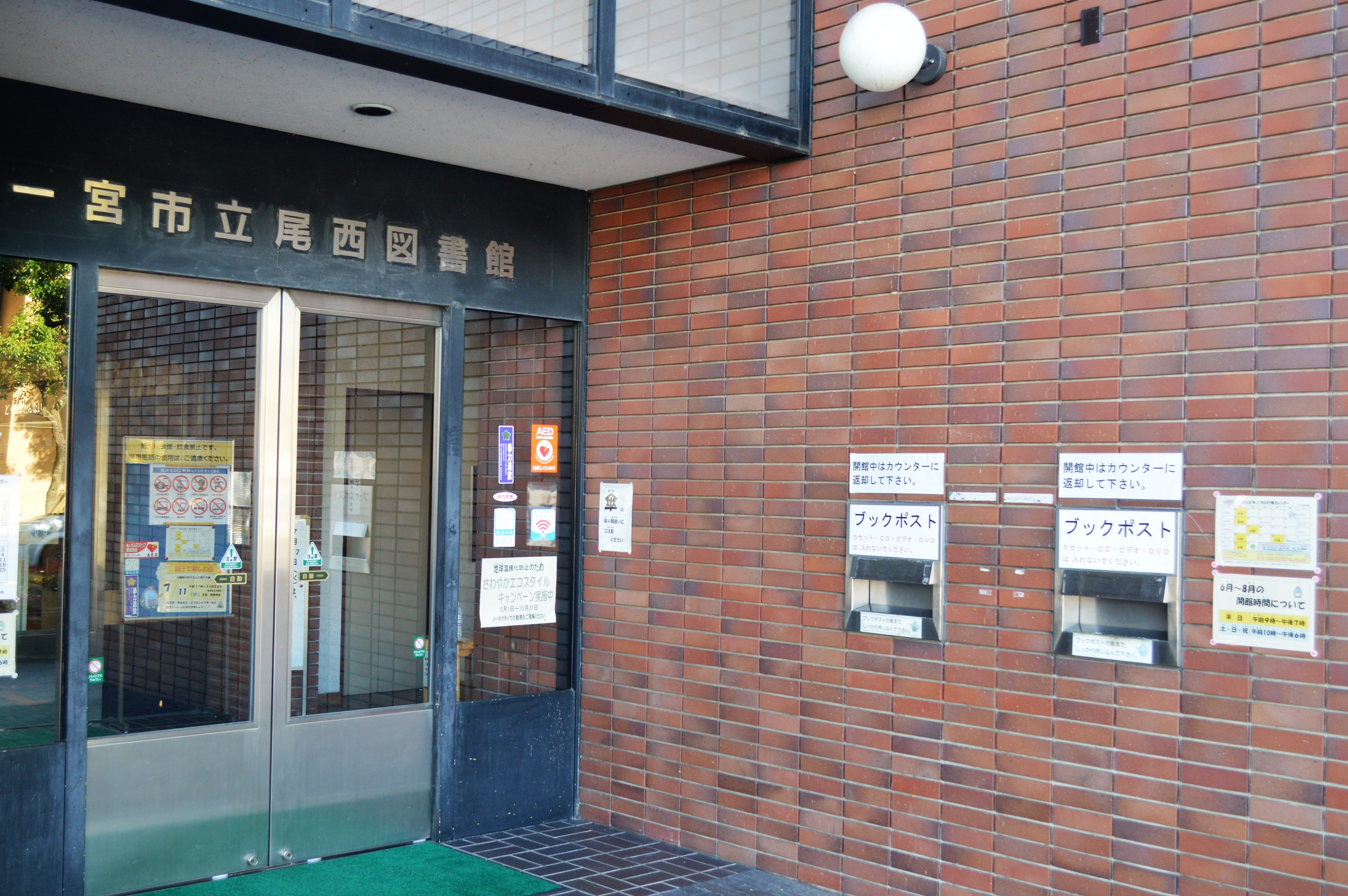
尾西図書館の入口

第2次尾西市総合計画（昭和51-60年度）には新図書館の建設が折り込まれた。建設にあたってはプロポーザル方式（設計競技方式）を採用し、図書館を数多く手がけている和（やまと）設計事務所を設計者に選出。1981年（昭和56年）1月17日に建設工事を開始し、同年8月30日に竣工、同年10月24日に現行図書館が開館した。
総工費は3億8380万3000円。尾西市時代の住所は愛知県尾西市東五城字大平裏19番地1であり、道路を挟んで東側には1970年（昭和45年）12月17日開館の尾西市民会館があった。新館開館当時の館外貸出対象者は尾西市在住・在勤・在学者のみであり、ブラウン方式による貸出を行った。貸出冊数と期限は図書が3冊まで15日間、紙芝居・スライド・カセットテープが3点まで8日間だった。
新館開館年度である1981年度末の蔵書数は47234点であり、1981年度の貸出数は86,910点だった。同時期の尾西市の人口は55,727人であり、1981年度の1人あたり貸出冊数は1.6冊だった。前年の1980年（昭和55年）には尾西市児童図書館が建設されており、1983年（昭和58年）4月には尾西市立図書館の分館として位置づけられた。1986年（昭和61年）10月にはOPACを導入し、尾西市立図書館と尾西市児童図書館がコンピュータで結ばれた。同時に貸出点数を3点から5点に拡大している。ボランティアグループが毎週「おはなし会」を開催しているほか、図書館は毎月「親子で楽しむ会」を開催し、その他には一般向けの講習会、除籍本のリサイクル会なども行われている。
1987年（昭和62年）10月には閉架書庫に電動式密集書架を設置。1989年（平成元年）1月にはCDの館内視聴を開始し、7月にはビデオの館内視聴を開始した。翌1990年（平成2年）7月にはCDとビデオの館外貸出を開始し、貸出点数を5点から10点に拡大している。同年10月には初代選任館長の荒川秀雄が、文部省から図書館法施行40周年記念図書館職員表彰を受けた。1991年（平成3年）10月には新築開館10周年記念行事を行っている。
1992年（平成4年）4月には愛知県図書館とコンピュータで結ばれた。1993年（平成5年）4月には尾張西部図書館運営協議会が発足し、一宮市、稲沢市、中島郡平和町（1995年には中島郡祖父江町が加盟）の各図書館が相互協力のための協議会を開催している。1999年（平成11年）末時点の蔵書数は178,602冊。

#### 一宮市への合併後
2005年（平成17年）には尾西市と旧一宮市と葉栗郡木曽川町が合併して新一宮市が発足したため、尾西市立図書館は一宮市立尾西図書館に改称した。

## 特色
| 一宮市立尾西図書館のフロア案内 | 一宮市立尾西図書館のフロア案内                     |
| ------------------------------ | -------------------------------------------------- |
| 1階                            | 開架室、レファレンス室、おはなし室、書庫・車庫など |
| 2階                            | 視聴覚室、会議室、学習室、閉架書庫、ギャラリーなど |
| 3階                            | 機械室                                             |

鉄筋コンクリート造2階建（一部3階建）であり、内部にはフローリングと木製書架が採用されている。最寄駅は名鉄尾西線奥町駅であり、バスでは名鉄バス起線「尾西庁舎」で下車する。